# Zū Khānū
Zū Khānū (persiska: زو خانو) är en ort i Iran.   Den ligger i provinsen Khorasan, i den nordöstra delen av landet, 700 km öster om huvudstaden Teheran. Zū Khānū ligger 1 469 meter över havet och antalet invånare är 198.
Terrängen runt Zū Khānū är huvudsakligen kuperad, men åt sydväst är den platt. Runt Zū Khānū är det ganska glesbefolkat, med 38 invånare per kvadratkilometer. Närmaste större samhälle är Qūchān, 17,2 km väster om Zū Khānū. Trakten runt Zū Khānū består i huvudsak av gräsmarker.